# Blut-Hoden-Schranke

Blut-Hoden-Schranke, durch die Sertoli-Zellen (7) und tight junctions (8) gebildet

Die Blut-Hoden-Schranke ist eine effektive Barriere zwischen den an der Basis der Hodenkanälchen (Tubuli seminiferi) gelegenen Vorläuferzellen der Spermien, den Spermatogonien, und den weiter im Inneren der Hodenkanälchen gelegenen, weiterentwickelten Keimzellen (Spermatozyten und Spermatiden). 
Die Blut-Hoden-Schranke wird von den Sertoli-Zellen gebildet. Sie sind durch Verschlussleisten (tight junctions) verbunden. Diese leistenförmigen Verbindungen dichten den Zwischenzellspalt ab und bilden somit die Blut-Hoden-Schranke.
Die Blut-Hoden-Schranke schränkt den Stofftransport vom Rand ins Innere der Hodenkanälchen stark ein und kontrolliert ihn. Die in der Meiose befindlichen Keimzellen und die Spermatogenese werden dadurch vor schädlichen Stoffen und vor Antikörpern des eigenen Körpers geschützt.